# Yves Michaud (philosophe)
Pour les articles homonymes, voir Yves Michaud et Michaud.
Yves Michaud, né le 11 juillet 1944 à Lyon, est un philosophe, théoricien et critique d'art, professeur des universités français.
Penseur de l'empirisme hérité de David Hume et du septicisme de John Locke, Yves Michaud est un philosophe engagé dans l'enseignement supérieur et du partage démocratique des savoirs. Cet auteur prolifique et éclectique combine à son écriture érudite anti-cartésienne et pessimiste, des saillies et mots d'esprit polémiques par lesquels il commente volontiers l'actualité politique ou artistique.

## Biographie

### Parcours académique
Issu d'un milieu modeste lyonnais, il est admis à l'École normale supérieure en 1964. Il suit les cours de Louis Althusser, qui lui recommande de suivre ceux du sociologue Alain Touraine, du psychologue Ignace Meyerson et de l'ethnologue Georges Balandier. Il est reçu premier à l'agrégation de philosophie en 1968. En 1981, il soutient à l'université Paris-Sorbonne sa thèse de doctorat en philosophie « Empirisme, analyse et philosophie chez David Hume », préparée sous la direction de Suzanne Bachelard.

### Professeur des Universités

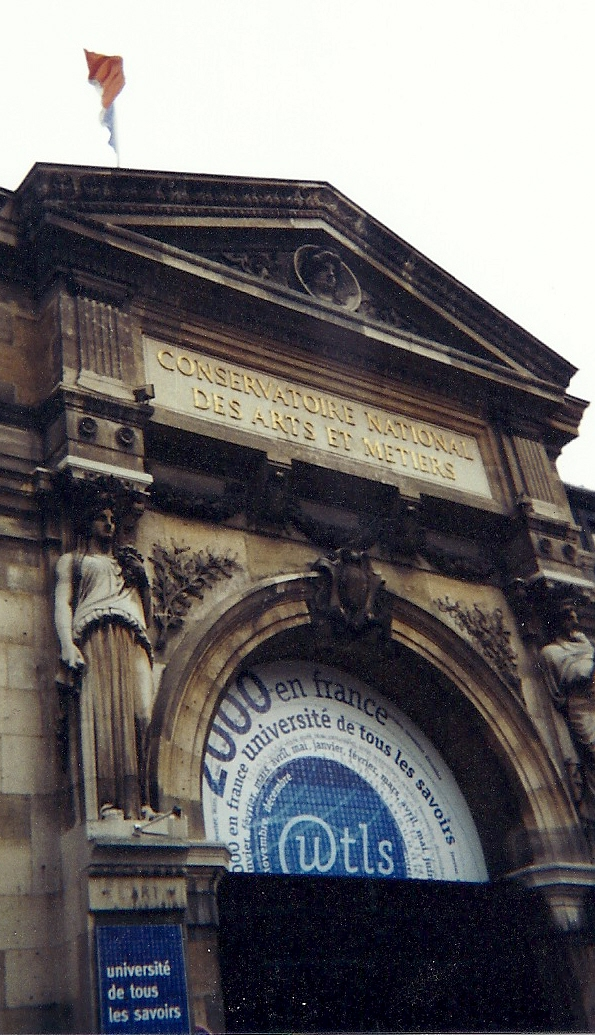
Université de tous les savoirs, Conservatoire national des arts et métiers, Paris, 2000.

Après avoir été maître-assistant à l'université Montpellier III (1970-1981), il enseigne la philosophie dans différentes universités, Berkeley, à l'université d'Édimbourg, à l'université de Rouen (1981-1985), à São Paulo, enfin Professeur des Universités à l'université Panthéon-Sorbonne de Paris. Après avoir été nommé directeur de l'École nationale supérieure des beaux-arts de 1989 à 1997, il est à nouveau professeur à l'université de Rouen, et membre de l'Institut universitaire de France à partir de 2004.

### Université de tous les savoirs
Yves Michaud est le fondateur de l'Université de tous les savoirs (UTLS) et des forums de la démocratie et du savoir.
Créée sous la tutelle de Jean-Jacques Aillagon, dans le cadre de la Mission 2000 en France pour marquer le passage au XXIe siècle, comme une grande encyclopédie vivante faite de 366 leçons magistrales ou conférences données au Conservatoire national des arts et métiers, une pour chaque jour de l’année 2000, ouverte à tous.

## Esthétique et philosophie politique
Les domaines de prédilection de Yves Michaud sont l'esthétique (en particulier l'art contemporain) et la philosophie politique anglaise (Locke, Hume), sa spécialité étant la question de la violence sociale et de sa résolution dans l'espace politique démocratique.

### Esthétique
Observateur attentif de la scène artistique et de ses évolutions, Yves Michaud écrit de nombreux textes de catalogues consacrés aux artistes qu'il estime et défend depuis les années 1970, tels que Claude Viallat, Stéphane Bordarier, Joan Mitchell, conduit des interviews tels que celui de Sam Francis ou encore les artistes femmes, telles que Monique Frydman, Agnès Thurnauer ou Etel Adnan. Proche de la galerie Jean Fournier, il en défend les artistes et son  esthétique abstraite. Dans le même temps, il tente de présenter et de comprendre les débats face au rejet de l'art contemporain dans différents essais à partir de "La Crise de l'art contemporain" publié en 1997 puis réédité en 2011. Il tente de saisir alors l'ensemble de la situation contemporaine dans ce qu'il nomme la fin de l'esthétique du Grand Art dans «L'art, c'est bien fini». Essai sur l'hyper-esthétique et les atmosphères en 2021. Il apparait alors en totale contradiction entre son action engagée auprès des artistes et les conclusions qu'il tire de ses observations.
Il est rédacteur en chef des Cahiers du Musée national d'art moderne du centre Georges-Pompidou de 1986 à 1990.
Il dirige et a créé la collection Rayon Art aux éditions Jacqueline Chambon de 1988 à 2003 .
Il est nommé, par le ministre Jack Lang, directeur de l’École nationale d'Arts de Paris de 1989 à 1996.
Il est invité d'honneur de la 1ère édition du Festival international du livre d'art et du film de Perpignan en 2011 avec Ferran Adrià, à propos de la cuisine comme art.
En 2012, il publie "Ibiza, mon amour", livre enquête et de réflexions sur l'industrialisation des plaisirs, de la rente touristique et la musique techno à Ibiza.
En 1997, Yves Michaud dépose sa collection de peintures au Musée de Céret, à l'occasion de l'exposition :  "Vingt-cinq ans d'art contemporain à travers la collection d'Yves Michaud ".

### Engagements politiques
Soucieux de mettre en pratique sa philosophie empirique, dans la tradition de Hume et de Locke dont il se réclame, il intervient dans le débat public sur les questions de violence faites aux enfants et aux femmes avec véhémence. Républicain intransigeant, il est proche du parti socialiste, mais il déplore la médiocrité de ses dirigeants,,,. Il se réclame d'une « gauche libertaire » et fut proche de François Hollande, qu'il décrit néanmoins comme « un pur opportuniste ». Il tient alors également sur le site du quotidien Libération un blog intulé "Traverses", consacré à des questions de société et d'actualité. Puis son blog migre vers la Revue Front Populaire de Michel Onfray, qu'il quitte finalement pour un blog indépendant.
Marqué par les évènements de 2015, en 2017, il publie Citoyenneté et loyauté. Il déclare : «Le migrant est un touriste qui ne veut pas repartir - sauf le jour où il aura des papiers qui lui permettront de retourner dans son pays d'origine… comme vacancier». Il prend position sur les cités de banlieue, hors la loi ; sur l'accueil des réfugiés, les prisons, la déchéance de nationalité, le statut des binationaux, les largesses coupables de l’État-providence : «L’État de droit protège mieux ceux qui l'attaquent et le bafouent que ceux qu'il est censé protéger ». Enfin, il propose l'établissement d'une « peine de mort civile ».

## Décorations
- Officier de la Légion d'honneur[30]
- Chevalier de l'ordre des Arts et des Lettres

## Principales publications

### Ouvrages
Yves Michaud est l'auteur d'une cinquantaine de livres dont :
- La Violence, Paris : PUF, 1973.
- Violence et politique, Gallimard, Paris,1978,réimpr. 1999
- Hume et la fin de la philosophie, PUF, Paris, 1983 ; réimpr. 1999
- La Violence, PUF, coll. « Que sais-je ? », 1986 ; nouv. éd. 1998
- Locke, 1986 ; réimpr. 1998
- Enseigner l'art ? : analyses et réflexions sur les écoles d'art, Nîmes, 1993 ; nouv. éd. 1999  (ISBN 2-87711-209-8)
- La Crise de l'art contemporain, 1997 ; réimpr. 2005
- Humain, inhumain, trop humain, 2001 ; nouv. éd. 2002
  - Humain, inhumain, trop humain : réflexions philosophiques sur les biotechnologies, la vie et la conservation de soi à partir de l'œuvre de Peter Sloterdijk, suivi de Le Diable dans les détails, nouvelle éd. revue et augmentée, Paris, Climats, 2006
- Changements dans la violence : essai sur la bienveillance et sur la peur, 2002
- L'Art à l'état gazeux : essai sur le triomphe de l'esthétique, 2003
- Université de tous les savoirs : le renouvellement de l'observation dans les sciences, 2004
- Chirac dans le texte, la parole et l'impuissance, 2004
- Précis de recomposition politique : des incivismes à la française et de quelques manières d'y remédier, Paris, Climats, 2006
- L'Artiste et les Commissaires : quatre essais non pas sur l'art contemporain mais sur ceux qui s'en occupent, Paris, Hachette, 2007
- Qu'est-ce que le mérite ?, Bourin éditeur, 2009
- Face à la classe : Sur quelques manières d'enseigner (Avec Sébastien Clerc), Gallimard, coll. « Folio actuel (inédit) » (no 142), 2010, 368 p. (ISBN 978-2-070-43931-7)
- Ibiza mon amour : enquête sur l'industrialisation du plaisir, Nil, 2012, 351 p. (ISBN 2841115208)
- Le Nouveau Luxe, Stock, 2013  (ISBN 978-2-234-06478-2)
- Narcisse et ses avatars, Grasset et Fasquelle, 2014  (ISBN 978-2-246-81050-6)
- Contre la bienveillance, Stock, 2016  (ISBN 978-2234081185)
- Citoyenneté et loyauté, Kero, 2017  (ISBN 9782366582321)
- Parler de religion en classe (en collaboration avec Sébastien Clerc), Belin Éducation, coll. « Guide de l'enseignement », 2018  (ISBN 979-10-358-0216-5)
- Aux armes, citoyens, dialogue avec Denis Lafay, Acteurs de l'économie & Éditions de L'Aube, 2018  (ISBN 978-2-8159-2678-2)
- Ceci n'est pas une tulipe : Art, luxe et enlaidissement des villes, Fayard, 2020  (ISBN 978-2-2137-1690-9)
- « L'art c'est bien fini » : Essai sur l'hyper-esthétique des atmosphères, Gallimard, coll. « NRF essais », 2021  (ISBN 978-2-07-074998-0)
- Etel Adnan. Les anges, le brouillard, le Palais de la nuit, Gallimard, coll. « Art et Artistes », 2023  (ISBN 978-2-072997-273)
- Qu'est-ce que l'architecture ?, Gallimard, coll. « Folio actuel (inédit) » (no 709), 2024, 418 p. (ISBN 978-2-072-98361-0)

### Articles
Yves Michaud est l'auteur de plus de 200 articles et préfaces d'exposition.
- « Retours sur un projet inachevé », Perspective, 4 | 2007, 564-566 [mis en ligne le 31 mars 2018, consulté le 31 janvier 2022. URL : http://journals.openedition.org/perspective/3563 ; DOI : https://doi.org/10.4000/perspective.3563].
- Avec Éric Michaud, Michael R. Orwicz, Neil McWilliam et Laurence Bertrand Dorléac, « Art, État et idéologies aux XIXe et XXe siècles », Perspective, 1 | 2012, 41-55 [mis en ligne le 30 décembre 2013, consulté le 31 janvier 2022. URL : http://journals.openedition.org/perspective/484 ; DOI : https://doi.org/10.4000/perspective.484].